# Antonino Buttitta
Antonino Buttitta (Bagheria, 27 maggio 1933 – Palermo, 2 febbraio 2017) è stato un antropologo e politico italiano, ideatore della fondazione dedicata al padre Ignazio Buttitta.

## Biografia
Sposato con  Elsa Guggino, anche lei antropologa e docente universitaria, dopo la laurea in lettere con Giuseppe Cocchiara di cui fu poi assistente fin dagli anni '50, è stato ordinario di antropologia culturale nella Facoltà di Lettere e Filosofia dell''Università di Palermo, preside della Facoltà di Lettere e Filosofia, dal 1979 al 1992, nonché presidente dei corsi di laurea in "Beni demo-etno-antropologici" e di quella magistrale in "Antropologia Culturale ed Etnologia". Dopo il pensionamento, è stato nominato professore emerito.
Presidente della Società Internazionale di Scienze Umane e segretario generale della International Association for Semiotic Studies, ha insegnato anche all'Università IULM dirigendo, tra l'altro, il locale dipartimento in cui rientrano gli studi antropologici.
Direttore, fondatore e contributore di diverse riviste (tra le quali "Uomo & Cultura. Rivista di studi antropologici", "Nuove Effemeridi", "Archivio Antropologico Mediterraneo"), nonché consulente di diverse case editrici, fra cui Sellerio, Palumbo e Flaccovio, è stato altresì presidente del Centro di Studi Filologici e Linguistici Siciliani, e membro di diverse società e istituzioni culturali fra cui l'"Associazione per la conservazione delle tradizioni popolari", il "Folkstudio", il "Circolo semiologico siciliano", l'"Orchestra sinfonica siciliana", il "Centro sperimentale di cinematografia".
In ambito etno-antropologico, fu uno dei primi ad introdurre in Italia i nuovi metodi antropologici di Claude Lévi-Strauss e quelli semiologici della scuola russa di Jurij Lotman, Boris Uspenskij e Pëtr Grigor'evič Bogatyrëv, che poi applicò allo studio delle tradizioni popolari condotto in maniera interdisciplinare (coinvolgendo sempre, laddove possibile, le altre scienze umane: letteratura, storia, filosofia, sociologia, arte, musica, etc.), occupandosi in particolare della prospettiva simbolica della cultura popolare siciliana, di cultura materiale, di mitologia e storia delle religioni. Oltre che sulle arti figurative e sui miti, ha scritto molti libri e pubblicato numerosi studi e ricerche sulla Pasqua, sulle feste natalizie in Sicilia e sul folklore. Protagonista a lungo della vita culturale siciliana, era amico di Renato Guttuso e di Enzo Sellerio.
Segretario regionale del PSI negli anni '80, voluto da Craxi, nel 1990 venne eletto consigliere comunale di Palermo. Nella XI legislatura della Repubblica Italiana, è stato membro della Camera dei deputati per il Partito Socialista Italiano (1992-1994).
Il figlio, Ignazio E. Buttitta, ha seguito le orme accademiche del padre, essendo studioso e docente di antropologia presso l'Ateneo di Palermo.
Antonino Buttitta si colloca all'interno della scuola palermitana di antropologia, che ha annoverato, negli anni, diversi studiosi della disciplina, fra cui Giuseppe Pitrè, Salvatore Salomone Marino, Giuseppe Cocchiara, Giuseppe Bonomo, Ignazio E. Buttitta,  Girolamo Cusimano, Antonino Cusumano, Gabriella D'Agostino, Salvatore D'Onofrio, Fatima Giallombardo, Vincenzo Guarrasi, Silvana Miceli, Aurelio Rigoli.
In sua memoria, è stata intitolata l'aula magna dell'Edificio 12 (sede dell'ex Facoltà di Lettere e Filosofia, oggi Dipartimento di Scienze Umanistiche) della cittadella universitaria di Viale delle Scienze di Palermo.

## Opere principali
- Rime e canti popolari del Risorgimento, Istituto di storia delle tradizioni popolari dell'Università di Palermo, Palermo, 1960.
- Cultura figurativa popolare in Sicilia, Flaccovio, Palermo, 1961 (trad. inglese: Folk Art in Sicily, edited by Arthur Oliver and Michele Mignogna, Flaccovio, Palermo, 1962).
- Favole e leggende delle Puglie (a cura di), G. Malipiero, Bologna, 1963.
- Ideologia e Folklore, Flaccovio, Palermo, 1971.
- La pittura su vetro in Sicilia, Sellerio, Palermo, 1972 (nuova edizione, 1991).
- Introduzione allo studio della fiaba e del mito (con S. Miceli), Flaccovio, Palermo, 1973.
- Costumi siciliani (a cura di), EDRISI, Palermo, 1976.
- Il vino in Sicilia, Sellerio, Palermo, 1977.
- Il lavoro contadino nei Nebrodi (con S. D'Onofrio e M. Figurelli), STASS, Palermo, 1977.
- Pasqua in Sicilia, Graphindustria, Palermo, 1978 (nuova edizione, 2003).
- Semiotica e Antropologia, Sellerio, Palermo, 1979.
- La terra colorata (con S. D'Onofrio), STASS, Palermo, 1982.
- Il carretto racconta (a cura di), Giada Ed., Palermo, 1982.
- Gli ex-voto di Altavilla Milicia, Sellerio, Palermo, 1983.
- Dove fiorisce il limone (a cura di), Sellerio, Palermo, 1983.
- Il Natale. Arte e tradizioni in Sicilia, Edizioni Guida, Palermo, 1985.
- Le forme del lavoro. Mestieri tradizionali in Sicilia (a cura di), Flaccovio, Palermo, 1988.
- La statua marmorea di Mozia e la scultura di stile severo in Sicilia (curato assieme a N. Bonacasa), L'Erma di Bretschneider, Roma, 1988.
- Percorsi simbolici (con S. Miceli), Flaccovio, Palermo, 1989.
- Le feste di Pasqua (a cura di), Sicilian Tourist Service, Palermo, 1990.
- L'effimero sfavillio. Itinerari antropologici, Flaccovio, Palermo, 1995.
- Dei segni e dei miti. Una introduzione alla antropologia simbolica, Sellerio, Palermo, 1996.
- Del giuoco o della giustizia. Della vita e della morte, Centro di Studi Filologici e Linguistici, Palermo, 1999.
- Il mosaico delle feste. I riti di Pasqua nella provincia di Palermo, Flaccovio, Palermo, 2003.
- From Palermo to America. L'iconografia commerciale dei limoni di Sicilia (con Salvatore Lupo e Sergio Troisi), Sellerio, Palermo, 2007.
- Mito, fiaba, rito, Sellerio, Palermo, 2016.
- Antropologia e letteratura (con I.E. Buttitta), Sellerio, Palermo, 2018.